# Chiloglanis swierstrai
Chiloglanis swierstrai је зракоперка из реда Siluriformes и фамилије Mochokidae.

## Угроженост
Ова врста је наведена као последња брига, јер има широко распрострањење и честа је врста.

## Распрострањење
Ареал врсте је ограничен на мањи број држава. 
Врста је присутна у следећим државама: Свазиленд, Зимбабве, Мозамбик и Јужноафричка Република.

## Станиште
Станишта врсте су шуме, речни екосистеми и слатководна подручја.